# Standbeeld van Jagernath Lachmon (marmer)
Er staat sinds 2014 een standbeeld van Jagernath Lachmon aan de Jagernath Lachmonstraat in Paramaribo. Dit is niet het enige beeld in Suriname van Jagernath Lachmon. In Paramaribo staat nog een standbeeld van hem op het Onafhankelijkheidsplein (2002) en in Nieuw-Nickerie staat een borstbeeld van Lachmon op het Brasaplein (2012).
Het beeld aan de Jagernath Lachmonstraat 130 staat op het terrein bij het partijcentrum De Olifant van de Vooruitstrevende Hervormings Partij (VHP). Jagernath Lachmon is de grondlegger van deze partij die aanvankelijk werd opgericht als de Verenigde Hindostaanse Partij (eveneens VHP).
De onthulling vond plaats op 18 januari 2014, tijdens het 65-jarige bestaan van de partij. Het maakte deel uit van een twee weken durend programma rondom de viering. Bezoekers hingen fleurige mala's om de nek van Lachmon, legden kransen en strooiden met bloemen.
Het beeld werd door een onbekende kunstenaar in India vervaardigd uit marmer. Er werden enerzijds lovende woorden gesproken, zoals over de herkenbare kleren die hij droeg: een zwarte broek met de mouwen van een wit overhemd opgestroopt. Er was echter ook kritiek over de niet kloppende lichaamsverhoudingen en de te blanke gelaatskleur.